# Henri-Ferdinand Decoster
Henri Ferdinand Decoster (Steenokkerzeel, 17 mei 1784 - na 1836) was doctor in beide rechten van de oude Universiteit Leuven, hoogleraar en rector magnificus aan de Rijksuniversiteit Leuven.

## Levensloop
Decoster was een zoon van Ludovicus Decoster (°1739) en van Elisabeth Hofmans (1738-1794). Hij trouwde met Maria-Margaretha De Graeve (°1799), dochter van een bakker in de Brusselse Hoogstraat. Ze hadden een zoon, Bernard François Decoster (1824-1907).
Decoster was in de Franse tijd professor aan de "École de Droit" van de Academie in Brussel.
In 1817 werd hij benoemd tot hoogleraar strafrecht in de faculteit rechten van de Rijksuniversiteit Leuven. In 1820-1821 was hij rector magnificus van deze universiteit.
Op 31 januari 1836 werd hij gepensioneerd door de Staat.